# Maurizio Martina
Maurizio Martina (ur. 9 września 1978 w Calcinate) – włoski polityk i samorządowiec, parlamentarzysta, od 2014 do 2018 minister polityki rolnej, żywnościowej i leśnej, w 2018 sekretarz Partii Demokratycznej.

## Życiorys
Ukończył technikum rolnicze w Bergamo i studia z zakresu politologii. Był radnym miejskim w Mornico al Serio, działaczem organizacji młodzieżowej Demokratów Lewicy i jej sekretarzem w prowincji Bergamo. Pełnił funkcję sekretarza Demokratów Lewicy i następnie Partii Demokratycznej w Lombardii. W latach 2010–2013 sprawował mandat radnego rady regionalnej w Lombardii. W 2013 objął stanowisko podsekretarza stanu w resorcie rolnictwa.
21 lutego 2014 kandydat na premiera Matteo Renzi ogłosił jego nominację na urząd ministra polityki rolnej, żywnościowej i leśnej w swoim nowo tworzonym rządzie. Utrzymał to stanowisko również w powołanym w grudniu 2016 gabinecie Paola Gentiloniego.
W wyborach w 2018 uzyskał mandat posła do Izby Deputowanych XVIII kadencji. 12 marca 2018, po rezygnacji Mattea Renziego, przejął tymczasowo funkcję sekretarza Partii Demokratycznej. Następnego dnia ustąpił z funkcji rządowej. 7 lipca 2018 partyjne zebranie powołało go na sekretarza PD. Zrezygnował ze skutkiem na 17 listopada 2018 celem umożliwienia przeprowadzenia nowych wyborów na tę funkcję. Ubiegał się następnie o ponowny wybór na tę funkcję, przegrywając jednak w marcu 2019 z Nicolą Zingarettim.
W 2021 odszedł z krajowego parlamentu w związku z powołaniem na zastępcę dyrektora generalnego Organizacji Narodów Zjednoczonych do spraw Wyżywienia i Rolnictwa.